# Nakkebølle Fjord
Nakkebølle Fjord är en vik på södra delen av ön Fyn i Danmark. Den ligger i Region Syddanmark, i den södra delen av landet, 160 km sydväst om Köpenhamn.
Viken var ursprungligen fem kilometer lång, men den innersta delen vallades in och avvattnades 1866-1870. I västra delen av fjorden finns de tre hopkopplade öarna, Store Svelmø, Græsholm och Lille Svelmø, som har förbindelse med  Fyn vid lågvatten. Längst in i den torrlagda delen av fjorden ligger herrgården Nakkebølle.
Fördämningsvallen, som hade byggts av dåligt material, underminerades av vattensorkar och bröt ihop vid flera tillfällen och till slut uppgavs användningen som jordbruksmark. År 2003 återställdes 85 hektar av det torrlagda området som sjö med ett numera rikt fågelliv.